# أندرا ويليس
أندرا ويليس (بالإنجليزية: Andra Willis)‏ هي مغنية أمريكية، ولدت في 27 أغسطس 1943.

## وصلات خارجية
- أندرا ويليس على موقع IMDb (الإنجليزية)
- أندرا ويليس على موقع ميوزك برينز (الإنجليزية)
- أندرا ويليس على موقع ديسكوغز (الإنجليزية)